# Медаль «За оборону Москви»
Меда́ль «За оборо́ну Москви́» — державна нагорода СРСР, встановлена Указом Президії Верховної Ради СРСР від 1 травня 1944 року.

## Положення про медаль
Медаллю «За оборону Москви» нагороджувалися всі військовослужбовці і вільнонаймані Червоної армії, війська НКВС, а також цивільні особи, які обороняли Москву не менше місяця у період з 19 жовтня 1941 по 25 січня 1942 років; військовослужбовці частин ППО, а також цивільні особи — найактивніші учасники оборони Москви від повітряних нальотів противника; військовослужбовці і цивільні особи, які брали активну участь у будівництві оборонних рубежів.

## Опис медалі
Медаль «За оборону Москви» — кругла, виготовлена з латуні. На лицьовому боці медалі на фоні Кремлівської стіни з вежею зображено танк з групою бійців. У лівій частині — пам'ятник Мініну і Пожарському. Над Кремлівською стіною — купол Будинку уряду з прапором, силуети літаків. У верхній частині медалі — напис «За оборону Москвы», у нижній — лавровий вінок з п'ятикутною зіркою посередині. На зворотному боці — напис «За нашу Советскую Родину», серп і молот.

## Історія нагороди
Наступ німців на Москву розпочався 30 вересня 1941 року. Німецьке командування зосередило на московському напрямі 74 дивізії, у тому числі 14 танкових і 8 моторизованих, у складі яких було 1,8 млн чол., понад 14 тис. гармат і мінометів, 1700 танків, близько 1300 літаків. Ціною великих втрат нацистам вдалося вийти на ближні підступи до Москви. Внаслідок опору і контрударів Червоної армії на окремих ділянках фронту в перших числах грудня вдалося зупинити наступ німецьких військ і навіть відкинути їх від Москви на 80 — 250 км.
Усього медаллю «За оборону Москви» нагороджено понад 1020 тис. осіб, у тому числі 20 тис. підлітків.